# Abbeville (Geórgia)
Abbeville é uma cidade localizada no estado americano de Geórgia, no Condado de Wilcox.

## Demografia
Segundo o censo americano de 2000, a sua população era de 2298 habitantes. Em 2006, foi estimada uma população de 2563, um aumento de 265 (11.5%).

## Geografia
De acordo com o United States Census Bureau tem uma área de 
7,9 km², dos quais 7,9 km² cobertos por terra e 0,0 km² cobertos por água.

## Localidades na vizinhança
O diagrama seguinte representa as localidades num raio de 28 km ao redor de Abbeville. 